# Brånatjärnarna, Ångermanland
Brånatjärnarna är en sjö i Kramfors kommun i Ångermanland och ingår i Ångermanälvens huvudavrinningsområde.